# Manège de Moscou

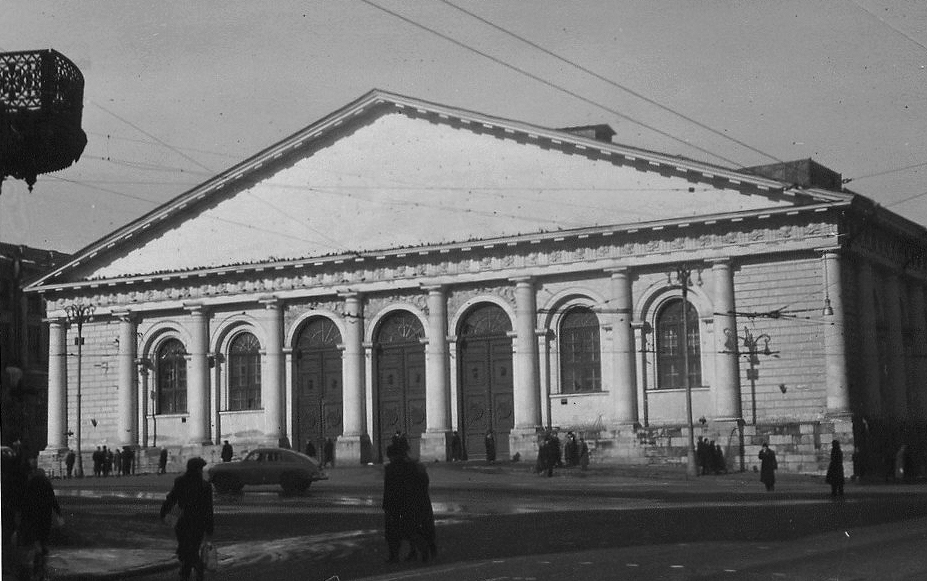
El Manège el 1960

El Manège de Moscou (un manège és un 'picador' o camp d'exercicis eqüestres, conegut com a мане́ж [manej] en rus), situat a la plaça del Manège, és un dels edificis més interessants de la ciutat històrica. És entre l'antiga Universitat i el Jardí d'Alexandre (o Aleksandrovski), prop de la plaça Roja. Des del 1831 ha servit com a sala d'exposicions, lloc de festes, sala de concerts, fins i tot, en els darrers anys, hi ha hagut una filial del banc Promsviazbank.

## Disseny i construcció
Va ser construït per l'arquitecte rus Joseph Bové, que va revestir el seu exterior d'estil neoclàssic, pintat de blanc i groc ocre, amb un ordre de columnes d'estil dòric romà que delimiten uns espais amb finestres coronades d'arcs conformant una arcada cega. El sostre, amb les seves monteies interiors i bigues exposades, queda suportat per les columnes exteriors del Manège.
L'enginyer espanyol de «camins i canals» (més tard de camins, canals i ports), Agustín de Betancourt, va concebre i projectar unes remarcables «encavallades» de fusta, amb peces especials de ferro colat, evitant el contacte directe dels elements de fusta concurrents sotmesos a compressió (fusta-ferro colat-fusta; evitant fusta-fusta). Amb una llum de 47 m sense suport intermedi, garantia una amplada de 45 m lliure d'obstacles per als exercicis eqüestres, cosa que va ser una proesa tècnica en aquells moments.

## Ús
A vegades va albergar tot un regiment de 2000 soldats, a part del públic assistent. Les obres foren dutes a terme entre el 1817 i el 1825, per celebrar el cinquè aniversari de la victòria de Rússia sobre les tropes de Napoleó i es va utilitzar inicialment per albergar les exhibicions de genets i una escola d'equitació per als oficials.
Berlioz hi va dirigir un concert el 8 gener 1868, durant la seva segona estada a Rússia. El Manège també és conegut en la cultura de la dècada de 1960, va començar a ser usat per als esdeveniments d'art (podem citar la famosa trobada entre Khrusxov i l'escultor Ernst Neizvestni). L'edifici va ser un breu moment utilitzat com a sala d'exposicions de la col·lecció de cotxes de líder soviètic Leonid Bréjnev. El 14 de març de 2004, un gran incendi el va destruir, deixant només les parets i matant a dues persones. L'alcaldia de Moscou va fer que l'edifici fos reconstruït amb unes places de parking als soterranis. Les exposicions d'art es van reprendre a la tardor de 2005.

## Galeria

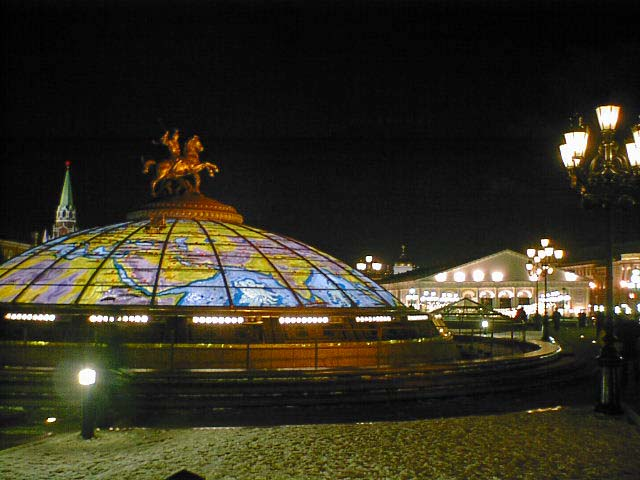
Cúpula de vidre coronada per una estàtua de sant Jordi, sant patró de Moscou, amb el Manège al fons (costat oest)
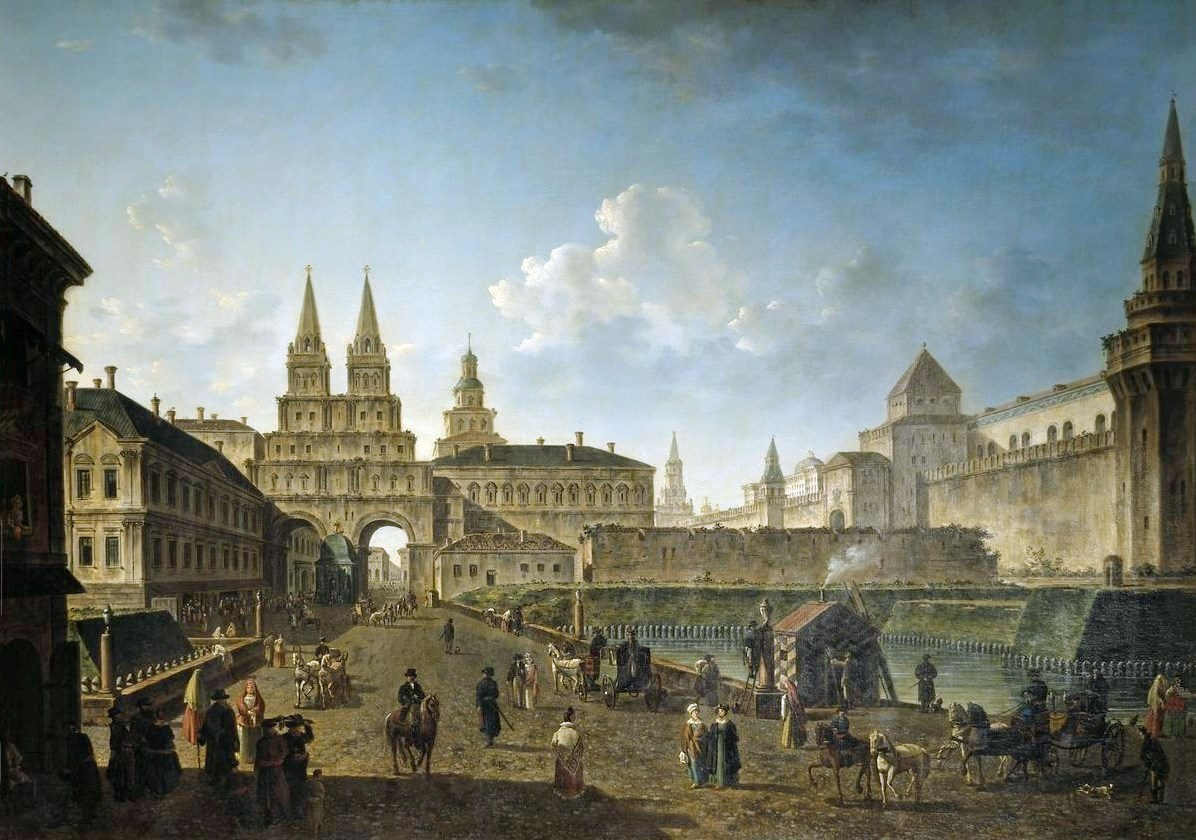
La plaça del Manège, al segle xix
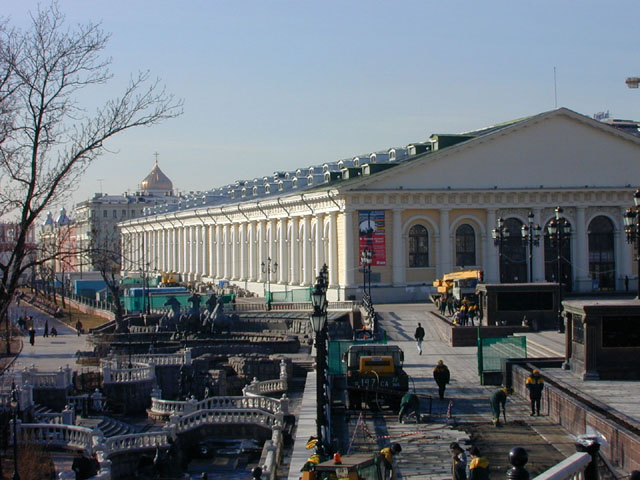
La reconstrucció d'una part del lloc el 2000
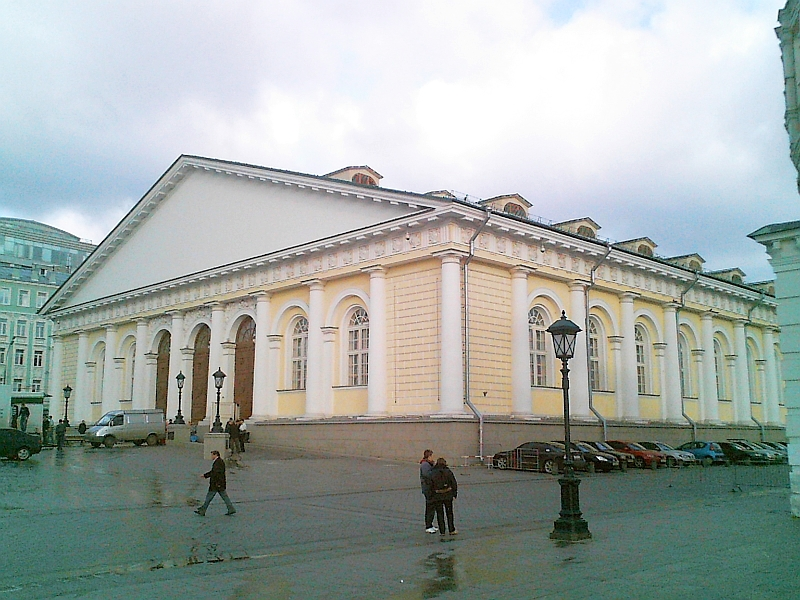
La part de darrere del Manège
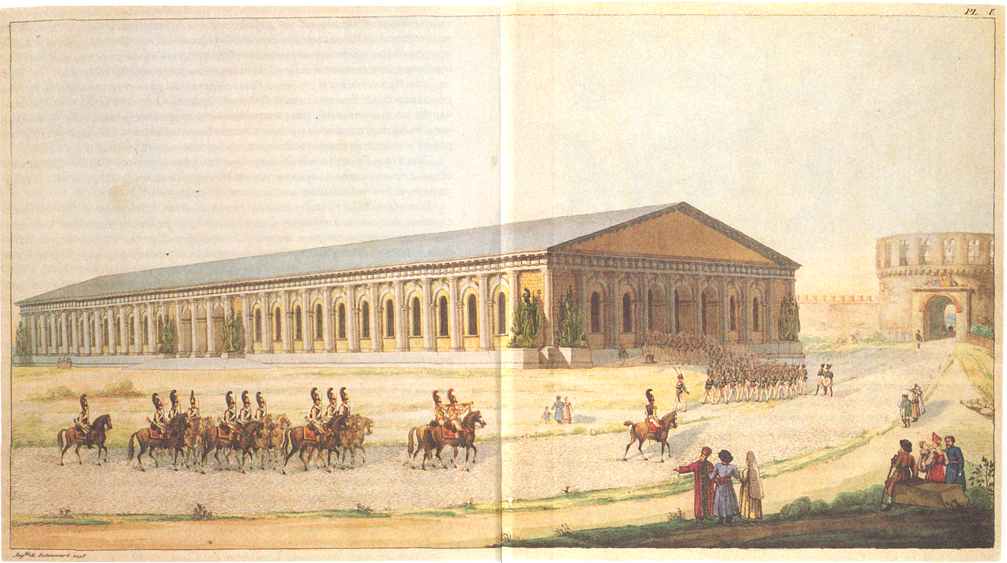
El Manège el 1845
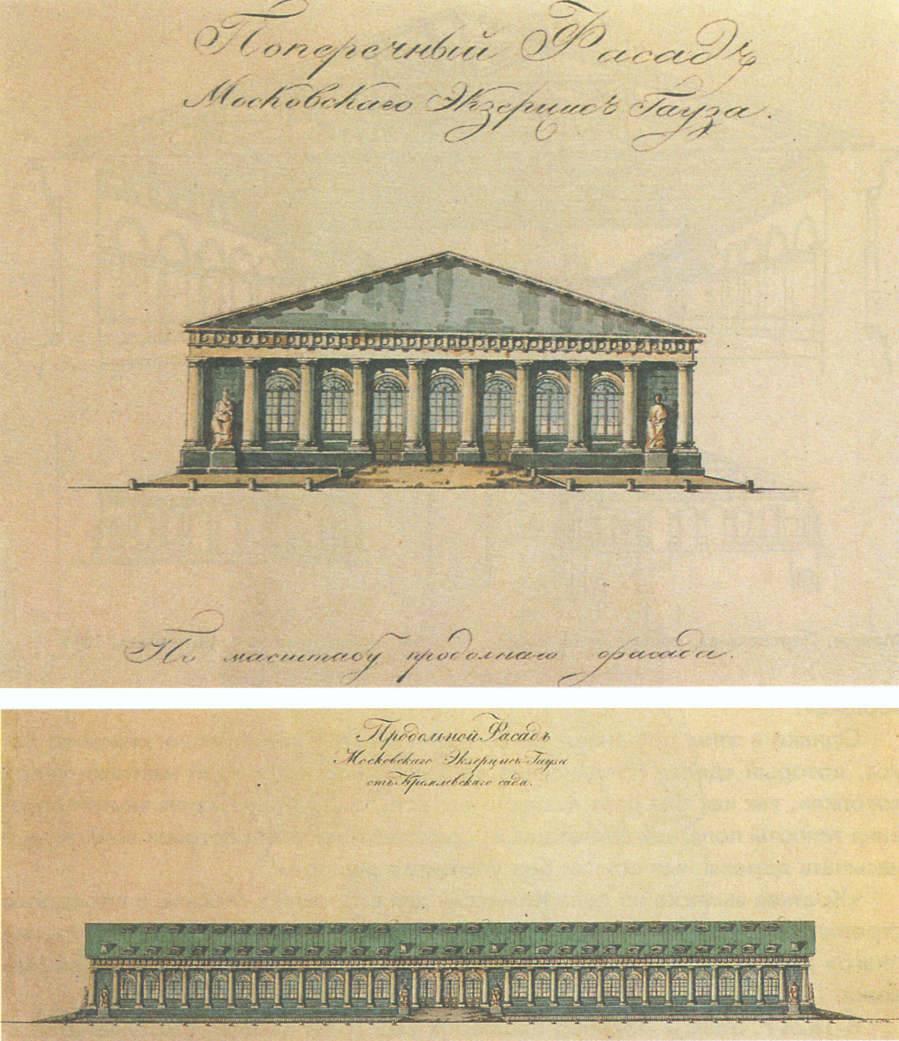
frontal i lateral del Manège